# Rues aux écoles à Paris
Ne doit pas être confondu avec Rue des Écoles (Paris).

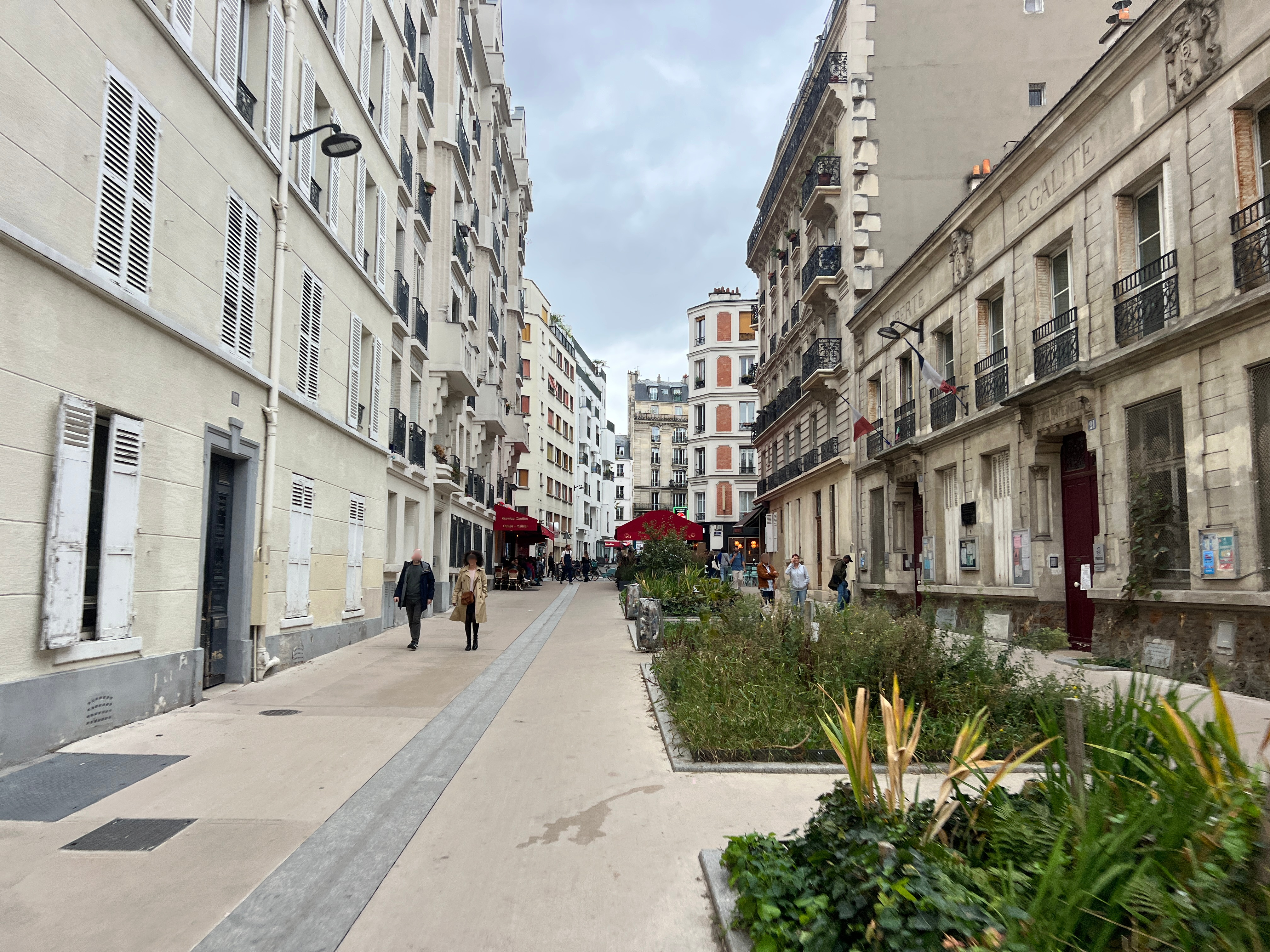
Rue du Capitaine-Lagache dans le.

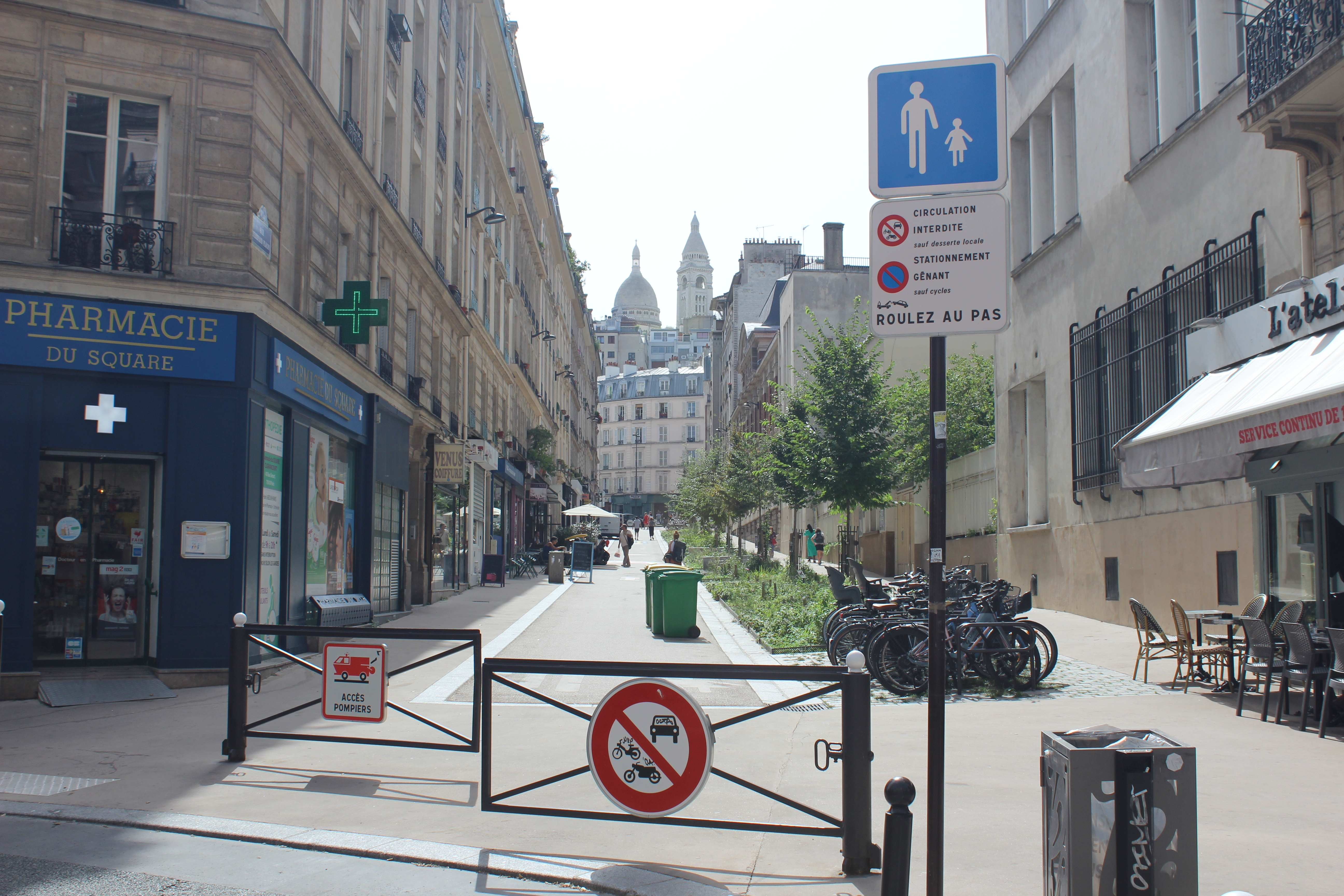
Rue Ferdinand-Flocon dans le.

Les rues aux écoles ou rues aux enfants à Paris sont des aménagements de rue, ou des rues scolaires, mesures de la circulation à la périphérie des écoles. Elles sont mises en place par la mairie de Paris, aux abords de certaines écoles parisiennes, à partir de l'année 2020.
Les objectifs sont de réduire les pollutions sonore et de l'air et d'améliorer la sécurité des enfants. En septembre 2024, 224 rues sont devenues piétonnes et, parmi celles-ci, 74 sont aménagées avec la suppression de la chaussée et la plantation d'arbustes. Le coût global des travaux, pendant la mandature 2020-2026, est prévu à hauteur de 110 millions d'euros avec 300 rues aux enfants réalisées d'ici 2026.

## Origine
Le dispositif parisien des rues aux écoles est inspiré par le concept de rue scolaire, mis en place initialement à la fin du XXe siècle en Italie, puis qui s'est implanté et développé en Belgique dans les années 2010. Toutefois les rues scolaires correspondent en général à une fermeture temporaire de la voirie à la circulation motorisée, lors des entrée et sortie scolaires, alors qu'à Paris l'objectif premier est de pérenniser la piétonnisation de l'espace.

## Historique
La mairie de Paris engage, en 2020, le projet rues aux écoles pour piétonniser, débitumer et végétaliser les rues à la périphérie des 1 200 écoles parisiennes. Les objectifs sont de réduire les nuisances sonores et la pollution de l'air et d'améliorer la sécurité des enfants. Par ailleurs les plantations permettent de « rafraîchir la ville » lors des canicules,. Le coût moyen d'une Rue aux écoles est de l'ordre de 400 000 euros selon des élus municipaux.
En 2022, la ville de Paris se donne pour objectif de réaliser 100 Rues aux écoles interdites à la circulation et végétalisées d’ici à 2026, date des prochaines élections municipales à Paris, parmi les 300 rues partiellement ou complètement piétonnisées selon les cas.
Une étude de la Ville de Paris, publiée en décembre 2023 par Le Parisien, montre une diminution de 25 % dioxyde d’azote (NO2) entre 2021 et 2023, à proximité de l'école élémentaire de la rue Saint-Merri dans le 4e arrondissement de Paris, où la circulation automobile est interdite. Par ailleurs, la teneur de NO2 a aussi baissé de 23 % dans les salles de classe de l'école selon les mesures réalisées par la direction générale de la Santé (DGS),.
Au printemps 2024, les associations Respire et AirGones publient « la première étude d’évaluation » de dix aménagements des Rues aux écoles et leur résultat sur la qualité de l’air à Paris et à Bagnolet. Ces études montrent une baisse des teneurs de (NO2) de 10 à 30 % selon les sites. Le collectif d’associations La Rue est à nous reconnait les efforts de la mairie de Paris mais considère que « trop peu d’écoles parmi les plus polluées ont été aménagées ».
La ville de Paris organise, en septembre 2024, la première « Fête des rues aux enfants » afin de faire connaitre les 224 rues devenues piétonnes à proximité des écoles parisiennes. Parmi celles-ci, 74 sont effectivement aménagées avec la suppression de la chaussée et la plantation d'arbustes. Pour les autres, la route est pour l'instant simplement interdite au voitures. À cette occasion, l'adjoint chargé de la transformation de l'espace public, des mobilités et des transports, David Belliard, rappelle l'objectif de la ville « d'atteindre 300 rues aux enfants d'ici 2026, dont la moitié – autour de 150 – complètement réaménagées ». Le coût global des travaux pendant la mandature 2020-2026 est de 110 millions d'euros pris en charge par la ville de Paris.

## À voir